# Електрошлаковий переплав
Електрошлаковий переплав (ЕШП) — один із процесів спеціальної електрометалургії (також до них належать: вакуумно-дуговий переплав (ВДП), електронно-променевий переплав (ЕЛП), плазмова-дуговий переплав (ПДП)). 

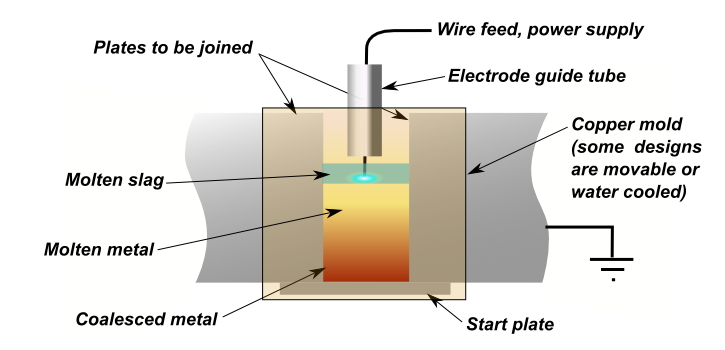
Схема електршлакового переплава

ЕШП є вторинним процесом рафінування металів. Він застосовується для подальшого очищення металів та сплавів після завершення первинних операцій з видалення домішок і рафінування.
Як вихідний матеріал зазвичай застосовується суцільний витрачуваний електрод з первинного металу, який може бути литим, отриманим обробкою тиском або складатися з брухту. Шлакова ванна, що міститься в охолоджуваному кристалізаторі, нагрівається і розплавляється електричним струмом (електричним опором), що проходить між електродом і охолоджуваним піддоном. Коли температура шлаку перевищує температуру плавлення металу, електрод починає оплавлятися; краплі, що стікають з кінця електроду, подають у шлакову ванну, яка поступово твердне. Електрод подають у шлакову ванну, при цьому злиток, який служить другим електродом, поступово зростає. Рідкий шлак таким чином безперервно переміщується догори. Там, де шлак зустрічається зі стінками охолоджуваного кристалізатора, він твердне, що забезпечує наявність суцільної скоринки твердого шлаку між кристалізатором і злитком. При затвердінні злитка вона лущиться з поверхні, яка характеризується високою якістю.
Перші лабораторні зливки ЕШП були виплавлені в 1953 р. в ІЕЗ ім. Є. О. Патона, а його впровадження в промисловість належить до 1958 на заводі «Дніпроспецсталь» (м. Запоріжжя). До 1975 р. маса електрошлакового злитку досягла 160 т.